# Праксей (Доктор Кто)
«Праксей» (англ. Praxeus) — шестая серия двенадцатого сезона британского научно-фантастического телесериала «Доктор Кто». Премьера состоялась на канале BBC One 2 февраля 2020 года. Сценарий написали Пит Мактай и Крис Чибнелл, режиссёром выступил Джейми Магнус Стоун.
Главные роли исполнили Джоди Уиттакер (Тринадцатый Доктор), Брэдли Уолш (Грэм О’Брайен), Тосин Коул (Райан Синклер) и Мандип Гилл (Ясмин Хан).

## Сюжет
Доктор, Грэм, Райан и Яс исследуют неизвестную инопланетную бактерию, из-за которой птицы на Земле начинают вести себя агрессивно и умирают. На Мадагаскаре Доктор впервые сталкивается со случаем гибели человека, заразившегося неведомым вирусом: расследовать эту гибель ей помогают двое местных медицинских исследователей — девушка Суки Ченг и парень Амару.
Космонавт Адам Лэнг, недавно потерпевший аварию на своём судне, упал на Землю и оказался в тайной лаборатории в Гонконге. Там же его обнаруживают Доктор и её спутники, вместе с мужчиной по имени Джейк Уиллис, который является мужем космонавта. Вместе они уносят из лаборатории Адама в ТАРДИС и доставляют его в лабораторию учёных Суки и Араму на Мадагаскаре, так как оказывается, что он заражён неизвестным вирусом. Однако Ясмин ненадолго задерживается в Гонконге, чтобы найти телепорт, с помощью которого она оказывается перенесена в туннель в неизвестное место, подобное другой планете…
Доктор и Райан на Мадагаскаре, исследовав бактерию, поразившую Адама и птиц, узнают, что она притягивается к микроскопическим кусочкам пластика, который в тех или иных дозах присутствует в телах живых существ этой планеты. Естественные ферменты птиц заставляют их бороться с бактерией, что и делает их агрессивными; от этой бактерии погиб и неизвестный моряк, найденный Доктором на Мадагаскаре. Доктору удаётся создать противоядие в лаборатории Суки и Араму, которая прекрасно подходит для его изготовления. Агрессивные птицы врываются в лабораторию и атакуют присутствующих; Араму погибает; остальные бегут в ТАРДИС, а затем перемещаются к Яс. Прибыв, Доктор обнаруживает, что они находятся в огромной раковине из пластика на дне Индийского океана, образованной из мусорных отходов. Там же они находят инопланетный корабль.
Внезапно оказывается, что Суки Ченг не человек, а инопланетный учёный, прибывший на Землю для того, чтобы исследовать действие бактерии на землян и изготовить противоядие, необходимое её собственному виду; также она называет бактерию «Праксеем». Она забирает лекарство у Доктора и пробует на себе, но погибает, так как оно было предназначено лишь для людей. Доктор исцеляет Адама Лэнга от «Праксея», давая ему противоядие. Корабль Суки удаётся запустить и отправить в атмосферу Земли, взорвав его в космосе. Доктор отпускает Джейка и Адама, а сама продолжает путешествие в ТАРДИС со своей командой.

## Производство
Эпизод написали Пит Мактай, уже прежде написавший серию «Керблам!» для одиннадцатого сезона «Доктор Кто» (2018), а также ведущий сценарист сериала Крис Чибнелл.
Эпизод относится к первому производственному блоку, включавшему в себя также «Спайфолл, часть 1», и снятый Джейми Магнусом Стоуном. Съёмки прошли в 2019 году, частично в Южной Африке, вблизи Кейптауна.

## Показ

### Выпуск
Серия вышла 2 февраля 2020 года.

### Рейтинги
В вечер премьеры эпизод просмотрели 3,97 миллионов зрителей, что сделало эту серию четвёртой самой просматриваемой программой того вечера в Соединённом Королевстве. Индекс оценки аудитории для этого эпизода составил 78. По всем британским каналам серия получила 5,22 миллионов просмотров.

### Критика
Эпизод имеет рейтинг одобрения 71 % на Rotten Tomatoes.